# ロケット団 (ポケットモンスター)
ロケット団（ロケットだん、Team Rocket、R団）は、ゲーム『ポケットモンスター』シリーズに登場する架空の犯罪組織。

## 概要
世界中のポケモンを悪巧みに使って金儲けをする悪の組織。主にカントー地方およびジョウト地方を拠点とする。カントーやジョウト以外ではナナシマに倉庫が設置されている。子供向けの作品なので表現はマイルドかつコミカルに描かれているが、各地で事件や破壊活動を引き起こすなど、その実態はマフィア、暴力団、テロリストといって差し支えない。赤い「R」の文字がトレードマーク。
ボスはトキワシティのジムリーダーでもあるサカキ。団員は黒い黒装束の制服を着ているが、幹部や一部団員は白い装束を着ることもある。

## ゲームでのロケット団
ロケット団員は一定の場所をグループで占拠してプレイヤーの行く手を阻んでいる。ロケット団を追い出したあとにキーアイテムが手に入ることも多く、総じてロケット団の存在はストーリーの進行に大きな影響を与えているといえる。
基本的には先述のように悪役に相応しく、悪事のために全てを捧げた暴虐な人物がほとんどであるが、ごく少数だが自身がロケット団に入ったことを悔やんでいる人物や、僅かながら良心を持っている人物も存在する。
『赤・緑・青』では、ロケット団の団員は「ロケットだんいん」とのみ記され、男性の姿をしたものしか登場しなかった。また中にはロケット四兄弟というものがいる。『ピカチュウ』には、アニメ版に登場するムサシ・コジロウを模した二人組が登場する（手持ちにニャースが含まれている）。
『金・銀』版以降のシリーズでは、トレーナーにはそれぞれ固有の名前がついているのに対し、ロケット団の戦闘員は全て名前が「したっぱ」となっている。ストーリーの進行に大きく影響する場所では、「かんぶ（幹部）」も登場する。それまでは男性のキャラクターしかいなかったが、このシリーズから女性のキャラクターも登場し、制服のデザインが男女で違うものになった。『金・銀・クリスタル』のみの女性キャラクターは、アニメに登場するロケット団の一員・ヤマトにそっくりである。
また、「はぐれけんきゅういん」もロケット団とともに出没するが、同じロケット団の仲間であり、彼らによって従えられている。主にロケット団内でポケモンや道具の研究をしているほか、後々ロケット団が乗っ取る場所にスパイとして潜入することもあるようである。シルフカンパニーを裏切って仲間入りした者も存在しており、果てには「思う存分ポケモンを狂わせる電波を流せる」「実験のためならポケモンが苦しんだって構わない」といったマッドサイエンティストもいる。
その他、「かじばどろぼう（火事場泥棒）」や「ジプシージャグラー（ジャグラー）」もロケット団とともに出没することが多い。

### ストーリー上の位置付け
ゲーム版のストーリーは、ロケット団が特定の場所を占拠し集団でプレーヤーに戦闘を挑んでくる設定になっている。手持ちポケモンはどのロケット団員も似通っており、レベルが近い（出現する場所による）どくタイプのポケモン（ズバット・アーボ・ドガース・ベトベターなど）やコラッタ・スリープ・ワンリキーおよびその進化系を2〜4匹程度繰り出してくる傾向がある。
各作品の位置付けおよび動向は、下記の節を参照。

### 『赤・緑・青・ピカチュウ』
『赤・緑・青・ピカチュウ』主人公とはオツキミやまで初めて対峙する。オツキミやまに存在するといわれる化石を探していた模様。『ピカチュウ』バージョンでは、主人公が化石を手に入れて山を脱出しようとする直前に登場し、主人公の化石を狙う。
ハナダシティの北にある「ゴールデンボールブリッジ」にて、トレーナー5人と勝ち抜き勝負を終えた主人公に団員の一人が話しかけてくる。主人公をロケット団へ勧誘しようとするが、断られたためそのまま戦闘を仕掛けてくる。また、ハナダシティでは民家に空き巣として侵入し、わざマシン28（あなをほる）を盗んだ団員がいる。
タマムシシティにあるロケットゲームコーナーはロケット団が経営している店である。隠し階段により入れる地下は彼らの基地となっている。主人公はこの基地で初めてロケット団のボス・サカキと対決する事になる。サカキとの対決に勝利するとシルフスコープが手に入り、ポケモンタワーのゆうれいポケモンと戦うことができるようになる。
シオンタウンでは、ポケモンタワー最上階でフジ老人を監禁していた。また、シオンタウンでカラカラの母親をロケット団員が殺害し、カラカラの被っている骨を剥ぎ取っている。ポケモンタワーに登場する亡霊は、この殺されたカラカラの母親であるガラガラである。最上階に上がると戦闘となり、戦闘終了後に「ポケモンのふえ」が手に入る。
その後、ロケット団はシルフカンパニーをヤマブキシティごと占拠する。ストーリー序盤でヤマブキシティに続くゲートがすべて封鎖されていたのはこのためである。その後、主人公によって野望が阻止されると姿をくらます。
この後一般のロケット団はしばらく姿を消すが、ストーリー終盤にて、ボスであるサカキはトキワシティのジムリーダーでもあることが判明する。トキワジムにて主人公に敗北したサカキは、ロケット団の解散を宣言しどこかへ姿を消す。その際サカキは「一からポケモンの修行をやり直す」と誓っている。
一般構成員以外に「はぐれけんきゅういん」や「ジプシージャグラー」、対戦はないがゲームコーナーの利権を牛耳る老人などもいる。

#### 『ファイアレッド・リーフグリーン』
『赤・緑』版のリメイクである『ファイアレッド・リーフグリーン』では、さらにその後のストーリーを遊ぶことが可能。サカキが解散発言をした後も一部の残党は存在していたようであり、5のしまに逃れて「ポケモンを進化させる電波」について研究していた。また、サカキの息子である「赤い髪の少年」の存在が示唆される。これは、『金・銀』に続く伏線となっていると思われる。なお、旧来の赤・緑・青と違って解散発言後はオツキミやまやタマムシシティにいるロケット団員は姿を見せなくなる。ただし、ロケット団が運営していたロケットゲームコーナーは営業を続けており、民家内にいる団員だけはなぜか残っている（ロケットゲームコーナーがどのように運営されているのかは不明）。

#### 『Let's Go! ピカチュウ・Let's Go! イーブイ』
『Let's Go! ピカチュウ・Let's Go! イーブイ』では赤・緑の設定を踏襲しているが、ムサシ・コジロウ・アポロなどの名前付きの幹部も登場したり、したっぱの女性団員も登場したりと男性したっぱだけであったロケット団員とは異なり、登場の幅がかなり広い。そのため、バトル回数も増えたりする場所がある。
出てくる団員は悪辣で敗戦後の往生際がリメイク前の作品よりも悪く反省も少ない。例えばシオンタウン西の道路の入り口で自分たちが殺害したガラガラの子供の野生カラカラを連れ去る、アジトエレベーターのカギをすぐ渡さず基地内のダクトに投げ込む、ライバルを突き飛ばして逃亡するなど。その一方、善玉スパイもいてアイテムをくれたり体力の回復を行ってくれる団員がいるほか、セキチクシティでの入れ歯拾いはサファリゾーンで拾うから水道の砂浜で団員が拾ったのをうけとり完成する。
トキワジムで主人公に敗戦してロケット団は解散するが、ムサシ・コジロウは残党であり、殿堂入り後にはイベントもある。

### 『金・銀・クリスタル』
『金・銀・クリスタル』では、前作の主人公の活躍によって解散したとなっているが、残党はジョウトで活動を続けている。主人公とはヒワダタウンのヤドンの井戸で初めて対峙。ヤドンのしっぽを奪い、売りさばこうとする。
いかりのみずうみで出会う「赤いギャラドス」は、ストーリー上はロケット団が発した怪電波（実際にチョウジタウンでポケギアのラジオのチューニングを合わせると聞こえる）によってコイキングが強引に進化させられた個体であり、この関係でロケット団員（とはぐれ研究員）はチョウジタウンに潜伏している。
チョウジタウンの売店地下にはロケット団のアジトが存在しており、ロケット団は地下の怪電波を使ってポケモンを無理やり進化させようとしている。
その後、ロケット団はコガネシティのラジオ塔を占拠する。その目的はロケット団の復活宣言を全国放送し、元ボスのサカキを呼び戻すことである。地下倉庫で局長を救出し、5Fの男幹部との勝負に勝つと、幹部は解散発言をし、姿を消す。
カントー地方でも残党（外国人1人）が登場し、カントー発電所の「きかいのぶひん」を盗んでいく。その後、ハナダシティジムで遭遇するが、24番道路に逃走。話しかけるとバトルになり、倒すときかいのぶひんの場所はハナダシティジムの中にあると供述。ロケット団が解散したという事実を受けると、残党は姿を消す。ちなみにこの残党は「メンバー・オブロケットだん」「ユーはブルーベリーストロベリー」（ベリーストロングの言い間違い）といった英語を交えた台詞が多い。また、祖国に帰ってロケット団を再建すると発言。

#### 『ハートゴールド・ソウルシルバー』
『金・銀』版のリメイクである『ハートゴールド・ソウルシルバー』では、今まで名称がなかった幹部に固有の名前がつけられている。幹部はアポロ・ラムダ・アテナ・ランスの4人がいる。
また、『劇場版ポケットモンスター ダイヤモンド&パール 幻影の覇者 ゾロアーク』で配布されたセレビィを連れてウバメの森に行くと、サカキが修行に出た経緯、ライバルがサカキの息子であること、サカキがラジオ塔での呼びかけに答えなかった理由が明かされる。

### 『ブラック・ホワイト』
『ブラック・ホワイト』では、直接は登場しないが、ゲーム中のプラズマ団のしたっぱとの会話から、既にロケット団が解散したことが窺える。プラズマ団の団員いわく「ギンガ団やロケット団は無駄に目立っていて色々邪魔された」という。
また、セッカシティに『金・銀・クリスタル』・『ハートゴールド・ソウルシルバー』に登場した外国人のロケット団員が住んでいる。
他にもある条件を満たすと『ハートゴールド・ソウルシルバー』のロケット団の曲が聴けるというおまけ要素もある。

#### 『ブラック2・ホワイト2』
『ブラック・ホワイト』から2年後、かつてボスだったサカキがポケモンワールドトーナメントの招待に応じて同トーナメントに出場している。会場に常駐している各地方のジムリーダーに詳しい事情通の青年をもってしても、サカキに関しては様々な噂があるが真偽は不明と発言していることから、かつての彼の裏の顔はあまり世間には知られていない模様。
セッカシティに住んでいた元団員の男性と家族は引っ越ししたのかいなくなり、彼が住んでいた家には代わりに元マグマ団の男性と元アクア団の女性のカップルが住むようになった。

### 『サン・ムーン』
『サン・ムーン』でも、『ブラック・ホワイト』同様出てこないが、ウラウラ島・マリエシティにあるマリエ庭園にて、ロケット団に勧誘してくるトレーナーが出現するが、ただ単にロケット団ごっこをしているだけでロケット団自体は既に何年も前に解散したと告げられる。
また、そのイベントの前後は、『赤・緑』および『ファイアレッド・リーフグリーン』のゴールデンボールブリッジイベントに酷似している。

#### 『ウルトラサン・ウルトラムーン』
『サン・ムーン』の続編となる『ウルトラサン・ウルトラムーン』では、かつてボスだったサカキが、スカル団のグズマを除く歴代シリーズの悪の組織のボスを結集させ、「レインボーロケット団」を結成した。この組織はウルトラホールを利用して別世界の組織ボスを結集し、優れた科学技術を持つエーテル財団を利用するため同財団代表ルザミーネを操るべく彼女の自宅を占拠し本拠地とした。なお、サカキや組織幹部となる歴代ボスは野望を達成した世界からきているため、伝説のポケモンを手持ちにしている。なお、Rロケット団のシナリオ「エピソードRR」時点でグズマはすでにスカル団を解散しており、主人公側の協力者として登場する一方、エーテル財団幹部のザオボーはRロケット団に協力している。

## 漫画でのロケット団
『ポケットモンスターSPECIAL』
ジムリーダーなど、ゲームやアニメではロケット団のメンバーではないキャラクターも所属している。

『ポケットモンスター金・銀 ゴールデン・ボーイズ』
グレイという幹部が登場。使用ポケモンはデルビル。
『電撃!ピカチュウ』
アニメ同様、ムサシ・コジロウ・ニャースという団員と、ゲーム・アニメ同様、サカキというボスが登場。
『ポケットモンスター』
マサキなど、ゲームやアニメではロケット団のメンバーではないキャラクターも、サカキの部下や関係者として登場している。

## 関連商品
ポケモンカードゲーム
- ポケモンカードゲーム オフィシャルデッキケース ロケット団（メディアファクトリー）
- ポケモンカードゲーム 構築済デッキ ロケット団ハーフデッキW（BLACK、SILVER）（メディアファクトリー）
- ポケモンカードゲーム 拡張パック「ロケット団の逆襲」BOX（メディアファクトリー）